# 제50회 대종상
제50회 대종상은 2013년 11월 1일에 열린 시상식이다.

## 수상 및 후보

### 최우수작품상
- 관상 - ㈜주피터필름 수상

### 감독상
- 관상 - 한재림 수상
- 7번방의 선물 - 이환경
- 고령화가족 - 송해성
- 설국열차 - 봉준호
- 신세계 - 박훈정

### 시나리오상
- 7번방의 선물 - 이환경 수상
- 관상 - 김동혁
- 몽타주 - 정근섭
- 설국열차 - 봉준호
- 설국열차 - 켈리 마스터슨
- 신세계 - 박훈정

### 남우주연상
- 7번방의 선물 - 류승룡 수상
- 관상 - 송강호 수상
- 관상 - 이정재
- 신세계 - 황정민
- 전설의 주먹 - 황정민

### 여우주연상
- 몽타주 - 엄정화 수상
- 7번방의 선물 - 갈소원
- 고령화가족 - 윤여정
- 공정사회 - 장영남
- 숨바꼭질 - 문정희

### 남우조연상
- 관상 - 조정석 수상
- 7번방의 선물 - 오달수
- 관상 - 백윤식
- 신세계 - 박성웅
- 전설의 주먹 - 유준상

### 여우조연상
- 늑대소년 - 장영남 수상
- 감기 - 박민하
- 고령화가족 - 진지희
- 박수건달 - 엄지원
- 설국열차 - 고아성

### 신인남자배우상
- 은밀하게 위대하게 - 김수현 수상
- 내가 살인범이다 - 박시후
- 전설의 주먹 - 박두식
- 전설의 주먹 - 박정민
- 힘내세요, 병헌씨 - 홍완표

### 신인여자배우상
- 짓 - 서은아 수상
- 7번방의 선물 - 갈소원
- 나의 PS 파트너 - 신소율
- 노리개 - 민지현
- 박수건달 - 천민희

### 신인감독상
- 내가 살인범이다 - 정병길 수상
- 늑대소년 - 조성희
- 몽타주 - 정근섭
- 숨바꼭질 - 허정
- 힘내세요, 병헌씨 - 이병헌

### 촬영상
- 베를린 - 최영환 수상
- 7번방의 선물 - 강승기
- 관상 - 고낙선
- 내가 살인범이다 - 김기태
- 설국열차 - 홍경표

### 편집상
- 설국열차 - 최민영 수상
- 설국열차 - 김창주 수상
- 7번방의 선물 - 최재근
- 7번방의 선물 - 김소연
- 관상 - 김창주
- 내가 살인범이다 - 남나영
- 베를린 - 김상범

### 조명상
- 베를린 - 김성관 수상
- 7번방의 선물 - 강성훈
- 관상 - 신경만
- 관상 - 이철오
- 신세계 - 배일혁
- 전설의 주먹 - 강대희

### 음악상
- 신세계 - 조영욱 수상
- 7번방의 선물 - 이동준
- 관상 - 이병우
- 설국열차 - 마르코벨트라미
- 숨바꼭질 - 조영욱

### 의상상
- 관상 - 심현섭 수상
- 7번방의 선물 - 김나연
- 감시자들 - 조상경
- 베를린 - 신지영
- 설국열차 - 캐서린 조지

### 미술상
- 설국열차 - 앙드레넥바실 수상
- 7번방의 선물 - 이후경
- 관상 - 이하준
- 베를린 - 전수아
- 신세계 - 조화성

### 기술상
- 타워 - 디지털아이디어 수상
- 관상 - 곽태용
- 관상 - 황효균
- 관상 - 임대지
- 관상 - 최태영
- 설국열차 - 바란도프FX

### 기획상
- 7번방의 선물

### 심사위원 특별상
- 7번방의 선물 - 갈소원 수상

### 한국영화공로상
- 황정순 수상
- 정일성 수상

### 인기상
- 관상 - 이정재 수상